# Sergentia
Sergentia is een muggengeslacht uit de familie van de Dansmuggen (Chironomidae).

## Soorten
- S. albescens (Townes, 1945)
- S. baueri Wuelker, Kiknadze, Kerkis & Nevers, 1999
- S. coracina (Zetterstedt, 1850)
- S. coracinus (Zetterstedt, 1850)
- S. koschowi Linevich, 1948
- S. prima Proviz & Proviz, 1997